# هجوم على النص المعمى

الهجوم على النص المعمى (بالإنجليزية: known ciphertext attack) في هذا النوع من الهجوم يمتلك المخترق النص المعمى، ويحاول أن يجد المفتاح المقابل ونص الرسالة. بفرض كون المخترق على معرفة بخوارزمية التعمية المعتمدة، وإمكانية حصوله على النص مرمزاً.

## بعض الطرق الشائعة
- مهاجمة القوة العمياء
- تحليل التكرار